# Portugalia na Letnich Igrzyskach Olimpijskich 1924
Portugalię na Letnich Igrzyskach Olimpijskich 1924 reprezentowało 28 zawodników (sami mężczyźni). Był to trzeci start reprezentacji Portugalii na letnich igrzyskach olimpijskich. Drużyna jeźdżców zdobyła w drużynowym konkursie skoków przez przeszkody pierwszy (brązowy) medal olimpijski dla reprezentacji Portugalii.

## Zdobyte medale
| Medal | Zawodnik                                       | Dyscyplina  | Konkurencja                               | Rezultat |
| ----- | ---------------------------------------------- | ----------- | ----------------------------------------- | -------- |
| Brąz  | António Borges, Hélder de Souza, José Mouzinho | Jeździectwo | drużynowy konkurs skoków przez przeszkody | 53 pkt   |

## Skład kadry

### Jeździectwo
Mężczyźni
- António Borges – skoki przez przeszkody indywidualnie – 5. miejsce,
- Hélder de Souza – skoki przez przeszkody indywidualnie – 12. miejsce,
- José Mouzinho – skoki przez przeszkody indywidualnie – 17. miejsce,
- Luís de Meneses – skoki przez przeszkody indywidualnie – 31. miejsce,
- António Borges, Hélder de Souza, José Mouzinho, Luís de Meneses[2][3] – skoki przez przeszkody drużynowo – 3. miejsce

### Lekkoatletyka
Mężczyźni
- Gentil dos Santos

bieg na 100 m – odpadł w eliminacjach,
bieg na 200 m – odpadł w eliminacjach,
- Karel Pott – bie na 100 m – odpadł w eliminacjach,
- António Martins – rzut dyskiem – 31. miejsce,

### Pływanie
Mężczyźni
- Mário Marques – 200 m stylem klasycznym – odpadł w eliminacjach,

### Podnoszenie ciężarów
Mężczyźni
- António Pereira – waga do 60 kg – nie ukończył konkurencji,

### Strzelectwo
Mężczyźni
- António Martins

pistolet szybkostrzelny 25 m indywidualnie – 16. miejsce,
karabin małokalibrowy leżąc 50 m – 20. miejsce,
- Francisco Mendonça

pistolet szybkostrzelny 25 m indywidualnie – 17. miejsce,
karabin małokalibrowy leżąc 50 m – 49. miejsce,
- António Montez – pistolet szybkostrzelny 25 m indywidualnie – 32. miejsce,
- António Ferreira

pistolet szybkostrzelny 25 m indywidualnie – 44. miejsce,
karabin małokalibrowy leżąc 50 m – 55. miejsce,
karabin dowolny 600 m indywidualnie – 55. miejsce,
- Dario Canas – karabin dowolny 600 m indywidualnie – 62. miejsce,
- Francisco António Real

karabin dowolny 600 m indywidualnie – 69. miejsce,
karabin małokalibrowy leżąc 50 m – 61. miejsce,
- Manuel Guerra – karabin dowolny 600 m indywidualnie – 71. miejsce,
- António Ferreira, Dario Canas, Francisco António Real, Manuel Guerra, Félix Bermudes – Karabin dowolny, drużynowo – 17. miejsce,

### Szermierka
Mężczyźni
- Gil de Andrade – floret indywidualnie – odpadł w ćwierćfinale,
- Manuel Queiróz – floret indywidualnie – odpadł w ćwierćfinale,
- Mário de Noronha – szpada indywidualnie – odpadł w półfinale,
- Rui Mayer – szpada indywidualnie – odpadł w ćwierćfinale
- Frederico Paredes – szpada indywidualnie – odpadł w ćwierćfinale,
- António de Menezes – szpada indywidualnie – odpadł w eliminacjach
- Rui Mayer, Frederico Paredes, Mário de Noronha, António de Menezes, Jorge de Paiva, Henrique da Silveira, Paulo Leal, António Leite – szpada drużynowo – 4. miejsce,

### Tenis ziemny
Mężczyźni
- Rodrigo Pereira – gra pojedyncza – 61. miejsce,

### Żeglarstwo
- Frederico Burnay – Jole 12 stóp[4] – 8. miejsce